# Dusan Marek
Dusan Marek (?, 1908 – ?, 1972. július 25.) horvát nemzetközi labdarúgó-játékvezető.

## Pályafutása

### Nemzetközi játékvezetés
A Horvát labdarúgó-szövetség Játékvezető Bizottsága (JB) 1943-ban terjesztette fel nemzetközi játékvezetőnek, a Nemzetközi Labdarúgó-szövetség (FIFA) bíróinak keretébe. Több nemzetek közötti válogatott és klubmérkőzést vezetett illetve működő társának partbíróként segített. Az aktív nemzetközi játékvezetéstől 1943-ban búcsúzott. Válogatott mérkőzéseinek száma: 1.

## Statisztika

### Nemzetközi válogatott mérkőzése
| #  | Dátum           | Helyszín              | Hazai    | Eredmény | Vendég       | Kiírás     | Gólok | Esemény |
| -- | --------------- | --------------------- | -------- | -------- | ------------ | ---------- | ----- | ------- |
| 1. | 1943. június 6. | Szófia, Junak Stadion | Bulgária | 2 – 4    | Magyarország | barátságos | -     |         |
|    | Összesen        |                       |          | 1        | mérkőzés     |            |       |         |